# ريتشارد إيرل
ريتشارد إيرل (بالإنجليزية: Richard Earle)‏ (4 أكتوبر 1827 - 2 أبريل 1884) هو لاعب كريكت بريطاني (وحمل سابقاً جنسية المملكة المتحدة لبريطانيا العظمى وأيرلندا).

## وصلات خارجية
- ريتشارد إيرل على موقع إي آس بي آن كريك إنفو (الإنجليزية)